# Megabothris sinensis
Megabothris sinensis är en loppart som beskrevs av Dou Guilan et Ji Shuli 1979. Megabothris sinensis ingår i släktet Megabothris och familjen fågelloppor. Inga underarter finns listade i Catalogue of Life.